# 中野 (中野区)

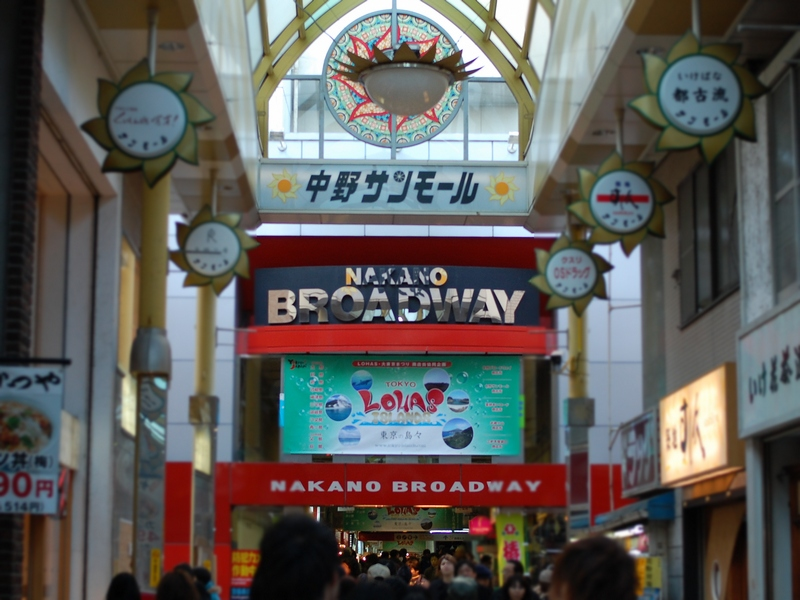
中野ブロードウェイ
中野サンモール商店街と直結している

中野（なかの）は、東京都中野区の町名。現行行政地名は中野一丁目から六丁目。住居表示実施済区域。郵便番号は164-0001（集配局 : 中野郵便局）。

## 地理
中野区中央部に位置する。東部は中野区東中野、南部は大久保通りを境に中央になる。北部は早稲田通りを境に新井・野方・上高田と接し、西部は杉並区高円寺南・高円寺北に接する。中野駅前を中心に繁華街・オフィス街が形成され、駅周辺には閑静な住宅地も広がる。現在、駅周辺では大規模な再開発が進められており、2012年には中野四季の都市が街開きしている。
中野駅はJR中央線快速、中央・総武緩行線、東京メトロ東西線が乗り入れるターミナルで、2014年度の一日乗車人員は140,587人と、JR東日本の管轄内で19番目に多い。
中野駅前を中野通りが縦貫し、沿道に中高層建築が立ち並ぶ一方、駅周辺以外は住宅街となっている。いわゆる「木賃ベルト地帯」の一角であり、木造の賃貸物件で一人暮らしをしている若年層の住民も見られる。
なお、駅北口および警察大学校跡地を中心に大規模な再開発事業が行われており、一部が2012年に中野四季の都市（なかのしきのまち）としてオープンした。駅南口でも2011年には丸井中野本店がリニューアル、2012年には中野ツインマークタワーが竣工するなど、街並みが変貌しつつある。中野駅周辺の昼間人口は再開発前より約2万人増加した。これにより2013年度の駅利用者数は前年より10.8%増加した。

### 商業地
中野駅前（南口）にはバスロータリーがあり、ロータリーの三丁目側には中野マルイ（旧・丸井中野本店）などがある。東側の二丁目側は古くからの駅前商店街で、少し離れて中野郵便局や紅葉山公園（なかのZERO、中野図書館）などがある。駅裏の北口は戦後闇市が立ったところで、闇市の名残として中野サンモール（中野ブロードウェイ）やその周辺の商業施設があり、中野区役所も設けられた。
上記をはじめとする商業ランドマークが存在するほか、中野駅徒歩数分程度の狭い範囲に多数の商店街が集中している。特に駅裏の北口東側は城西地域・中央線沿線屈指の繁華街であり、駅周辺の半径500mに小売事業所数304件、飲食店事業所数220件が集積する。
2007年の中野駅から半径1km圏内の小売業年間商品販売額は1188億0905万円である。このうち中野駅南口は「ファッション関係の店舗の年間商品販売額の割合が高い商業集積地区」の中で、285億300万円の年間商品販売額（都内12位）を誇り、「中野駅北口」は秋葉原と同じく戦後の闇市から始まった商業地であり「何にも特化し難い商業集積地区」で505億3600万円（同9位）を記録している。一方で性風俗産業などの集積は、同規模の商業地である錦糸町、五反田などと比較してほとんど進んでおらず、ほぼ純粋な飲食店街を形成している。
近年は、中野ブロードウェイをはじめオタク・サブカルチャー関連産業の集積が顕著であり、また、数々の声優やアイドルグループが中野サンプラザなどでイベントを開催することから「オタク・アイドルの聖地」として知られ「西の秋葉原」の異名を持つ。駅近辺ではアニメやコスプレ関連のイベントが頻繁に開かれている。

#### 主な商店街
出典：「中野区商店街ナビ」中野区商店街連合会
駅北口
- 中野サンモール商店街 - 中野駅北口と直結する全長240mのアーケード商店街で、中野ブロードウェイとも直結している。飲食店や酒場は少ない一方で衣料品店が多い。
- 中野北口一番街商店街
- 中野北口二番街商店街
- 中野北口狸小路商店街
- 中野北口三番街商店街
- 中野北口白線通り商店街
- 中野新仲見世商店街
- 中野ふれあいロード商店街
- 中野北口昭和新道商店街
- 中野ブロードウェイ - サブカル関連の希少なグッズを扱う店舗やメーカーが多く集まるショッピングセンターで、ここでしか入手できない商品も存在することから海外からも多くの観光客が訪れる。

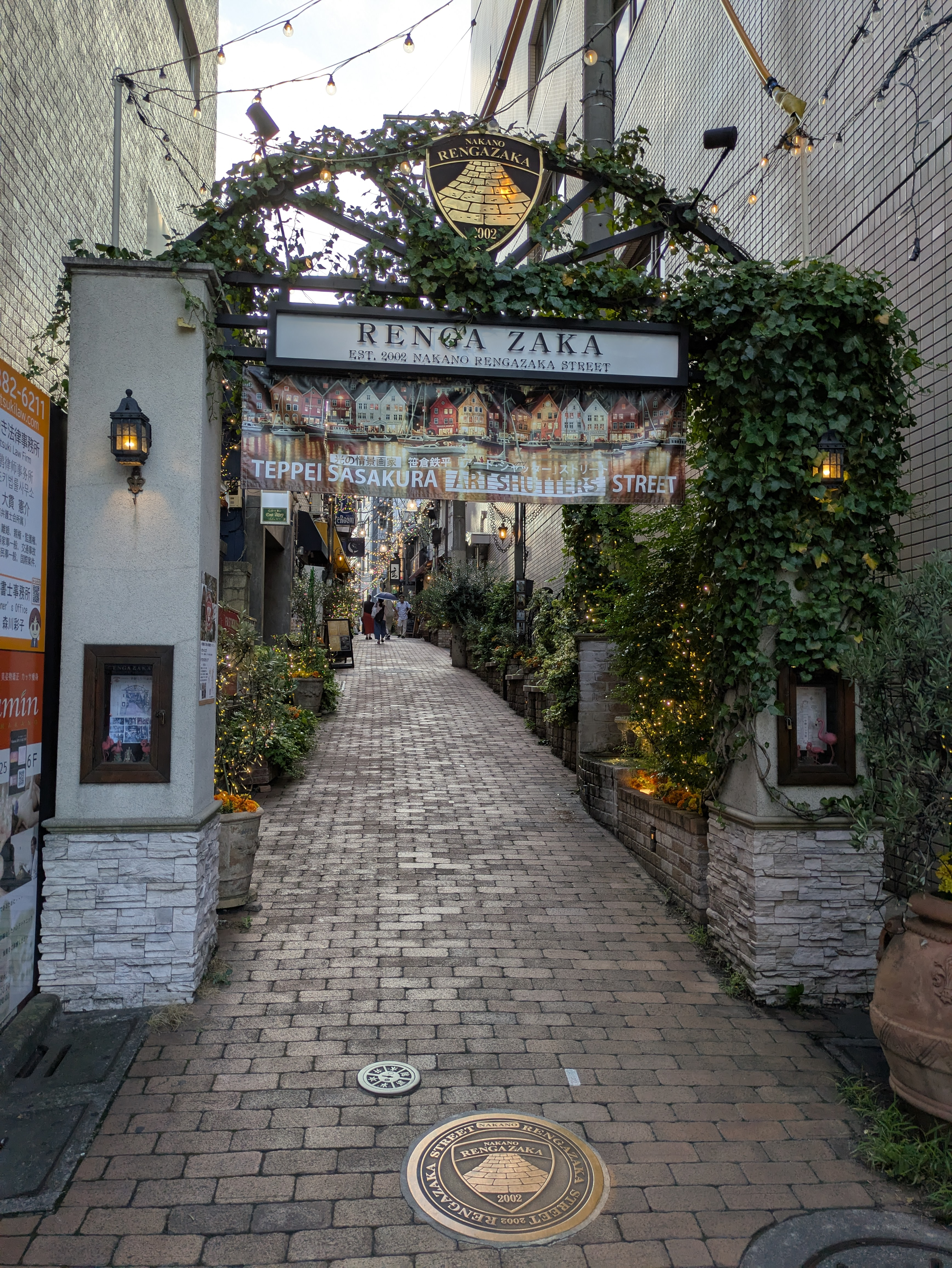
中野レンガ坂（2025年8月）

- 中野早稲田通り商店街
- 中野北口五番街商店街
- 天神商栄会

駅南口
- 実業桃光会桃園商店街
- レンガ坂
- サンロード中野桃商会
- 中野南口駅前商店街
- もみじ山共栄千光会
- 宮桃商盛会

### 住宅地
駅周辺は商業地が中心だが、少し離れると閑静な住宅地である。住宅地の少ない中野四丁目を除けば人口密度は高いが、新宿まで一駅と都心にもほど近く、閑静で犯罪発生率も低いため人気のある住宅地となっており、2014年のリクルート「SUUMO」による「住みたい街ランキング」でに1位となっている。

### 地価
商業地の地価は、2025年（令和7年）1月1日の公示地価によれば、中野3-36-15の地点で667万円/m2となっている。また、住宅地の地価は、中野3-23-46の地点（中野駅から約500m離れた「中規模以上の住宅の多い閑静な住宅地域」）で107万円/m2となっている。鑑定評価書によれば当該地域は「利便性の高さも兼ね備える高級住宅エリアで、区画整然と邸宅が建ち並び、優良な住環境を形成している」地域であるとされる。

## 歴史

### 地名の由来
現在の中野区一帯は、武蔵野の中央に位置することから「中野」と呼ばれるようになった。こうして誕生した中野村に1889年に中野駅（当時の甲武鉄道）が開業したことから「中野駅前」という町丁が誕生、住居表示の際に周辺とともに「中野」に改められた。

### 江戸期
徳川綱吉が発布した生類憐れみの令に関連して、1695年に囲町地区（現・中野四丁目）などに、野犬を収容し世話するための大規模な犬屋敷が設置された。医者や役人が配備された計5つの囲いの中に、最盛期には10～30万頭がいたとされ、当地に集落が形成され「囲町」の名前の由来となった。なお、当時の中野村の中心地は、青梅街道に面した現在の本町にあたる地域であった。また、徳川吉宗の時代には旧・桃園町域（現・中野三丁目）に桃の花の名所が作られ、地名の由来となった。江戸後期には一般庶民も花見に訪れるようになり、隅田川や飛鳥山の桜と併せて現代の花見のルーツとされる。その他の地域では畑作と、製粉、味噌・醤油醸造などの食品工業が整備された。特にそば粉の生産は有名であり、江戸で消費されるそば粉のほとんどが「中野そば」だったとされる。

### 近代
明治時代に甲武鉄道が開通すると、当時は駅前だった桃園通りから市街化が進んだ。次いで囲町集落の住民や、新井薬師や堀ノ内妙法寺への参拝客の利用が増加し、参道商店街が作られるなど急速に都市化したが、明治後期でも駅周辺には麦畑が残っていた。
1896年には陸軍電信隊・鉄道隊・気球隊の施設が、次いで陸軍憲兵学校が現在の区役所付近に作られた。日露戦争後に御茶ノ水 - 中野間の運転間隔が10分になるなど、甲武鉄道の輸送改善が進むと都市化が本格化し、陸軍施設の関係者が住む街である一方で、高所得者の別荘がある郊外住宅地としての環境が整った。
大正に入ると駅の乗降客数も増加し、中野は都心部へ通勤する人々のベッドタウンとして成長を遂げ、現在のサンモール周辺にも商店ができ始めた。関東大震災後には、甚大な被害を受けた下町から膨大な人口が流入したことで宅地開発に拍車がかかり、早稲田通りから現在の中野ブロードウェイの一部にかけて模範市場が作られるなど、商業の集積が顕著になった。
1929年、中野通りを陸橋化し、中央線と立体交差させる計画が発表されたが、当時の道路状況では粉塵が橋下の商店に飛散する恐れがあり、駅北側の商店主が反対した。その結果、駅は現在地に移り北口が新設され、中野通りは線路の下を通すこととなった。この時、上記の商店主らを中心に駅北口周辺一帯の地盤を現在と同じ高さにまで掘り下げる工事を自ら行った。1931年には中野では初のデパートとして丸井が開店し、城西地域を代表する広域商圏を持つ商業地に成長した。1937年には現在の三番街までだった「仲通り」商店街（現在の中野サンモール）が、現在の中野ブロードウェイの入口地点まで延伸された。当時は年中無休で23時頃まで営業していたという。
同1937年には陸軍中野学校が囲町に作られ、1945年5月25日の山の手空襲では中野区一体も標的となったが、駅周辺は焼失を免れ、終戦後には陸軍の土地に米軍が駐屯し、駅前は米軍の物資の横流しもあり闇市が発達、当時は中央線沿線で最も発展した闇市と称された。復興の過程で闇市は商店街へと姿を変え、1948年には「仲通り」は「中野北口美観商店会」に改称した。1958年にはアーケードを建設し、現在の中野駅前の繁華街の基礎を作った。

### 20世紀後半
1966年には営団地下鉄東西線が開業、中野駅は名実ともにターミナル駅となった。同年には中野ブロードウェイが開業、東洋一のショッピングセンターとして約400店が軒を連ねた。 一時は店舗の陳腐化や撤退のため200店前後にまで落ち込んだが、1980年にまんだらけが開業して同様の業者を呼び寄せ、サブカルチャーが脚光を浴びて同社の店舗数が増えるにつれ、おたく文化の発信拠点となった。
また、1970年には日本初の会員制総合スポーツクラブとして東京アスレチッククラブがこの地に開業、1973年には最高級のコンサートホールや結婚式場、ホテルを擁する中野サンプラザが竣工、さらには、1975年に中野北口美観商店街が中野サンモールになるなど、現在の街並みやランドマークがほぼ完成した。2012年には「中野四季の都市」が街開きするなど中野駅周辺で大規模な再開発事業が行われ、街並みが大きく変貌しつつある。

### 21世紀前半
2012年、東京都は中野二丁目及び五丁目を都迷惑防止条例に基づき、客引きやスカウトのみならず、それらを行うために待機する行為なども禁止する区域に指定した。
さらに2019年には同区域を暴力団排除条例に基づき、暴力団排除特別強化地域に指定。地域内では暴力団と飲食店等との間で、みかじめ料のやりとりや便宜供与などが禁止され、違反者は支払った側であっても懲役1年以下または罰金50万円以下の罰則が科されることとなった。

### 年表
- 1695年（元禄8年） - 徳川綱吉が発布した生類憐れみの令に基づき、犬屋敷が設置される（1706年廃止）。
- 1889年（明治22年）4月11日 - 甲武鉄道（現在の中央線）が新宿 - 立川間で開通し、中野駅が現在の駅舎より100mほど西側に設置。
- 1903年（明治36年） - 堀ノ内妙法寺と中野駅を短絡する堀之内新道が開通。
- 1904年（明治37年）8月21日 - 甲武鉄道 飯田町駅 - 当駅間で日本初の電車運転開始。
- 1916年（大正5年）11月23日 - 救世軍が結核療養所を開院[29]。
- 1921年（大正9年）7月 - 中野電車区が開設。
- 1929年（昭和4年） - 中野駅が現在地に移転。その際、現在の駅の西側にある通り（中野通り）を掘り下げ、南北の通行を可能にした。
- 1931年（昭和6年） 2月 - 丸井が桃園町（現・中野三丁目）に開業
- 1945年 (昭和20年) 5月25日 - 山の手空襲で周辺地区が被災。中野駅前は焼失を免れる。
- 1958年 (昭和33年)  - 「中野北口美観商店街」（現在の中野サンモール商店街）のアーケード街が完成。
- 1966年 (昭和41年) - 中野ブロードウェイが開業。
- 1966年（昭和41年）3月16日 - 営団地下鉄東西線の駅が開業。
- 1970年（昭和45年）3月3日 - 紅葉山公園が開園。
- 1973年（昭和48年）6月1日 - 中野サンプラザ開業。
- 1975年（昭和50年） - 中野サンモール商店街が完成。
- 1976年（昭和51年）5月 - 日本電信電話公社中野ビル（現・NTTドコモ中野ビル）竣工（中野区内初の超高層ビル）。
- 1993年（平成5年）7月23日 - もみじ山文化センター（なかのZERO）の本館が開館。
- 2011年（平成23年）1月28日 - 丸井中野本店がリニューアルオープン。
- 2012年（平成24年）3月 - 中野四季の都市が街びらき。

### 町名の変遷
中野は1966年（昭和41年）10月1日に住居表示を実施。旧町名は町内会や公園の名前などに残るのみとなった。1～3丁目がJR中央線の高架より南側、4～6丁目が北側である。

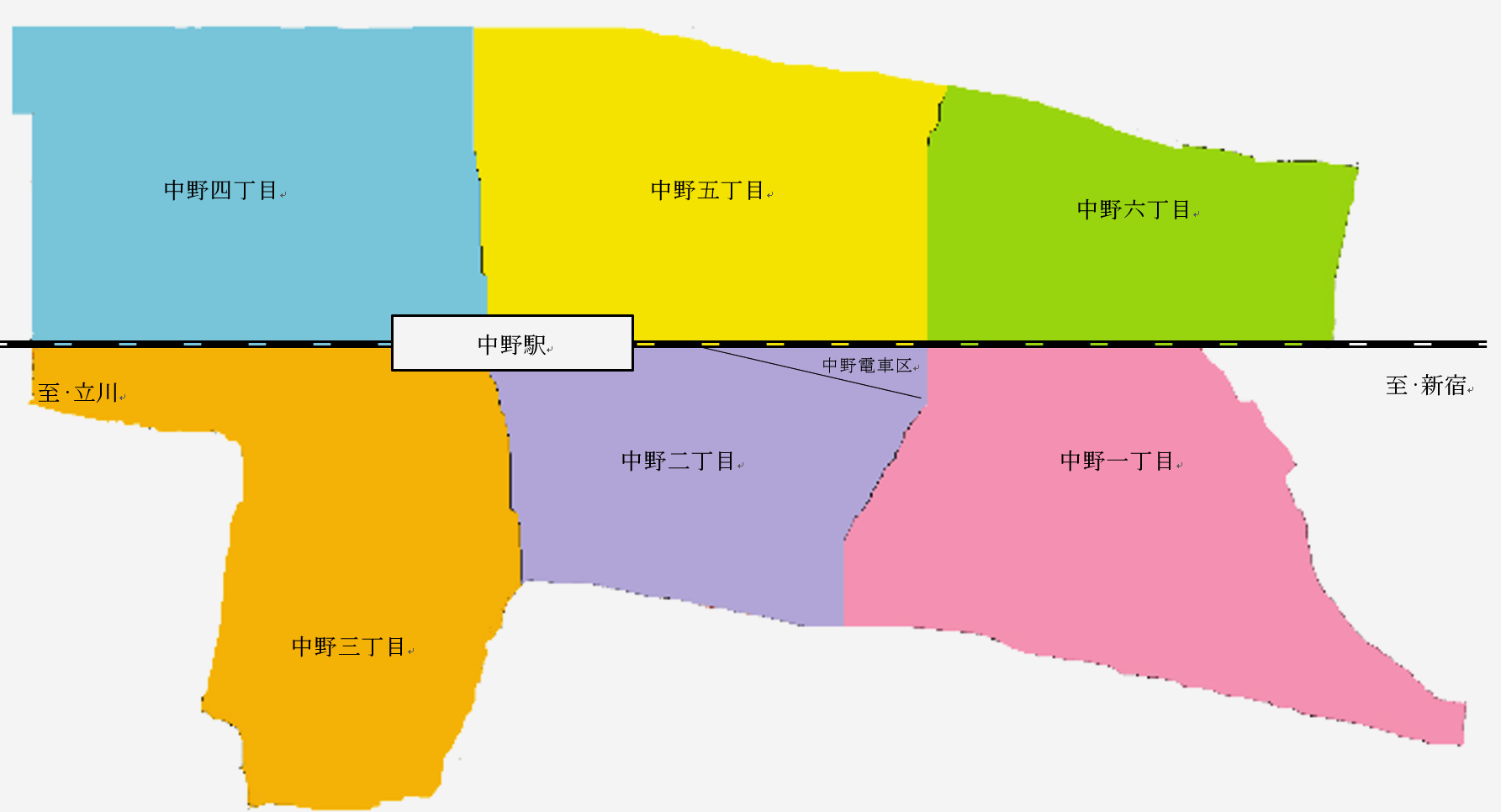
中野（中野区）の各町丁の位置関係。上側が北。

| 実施後     | 実施年月日                | 実施前                                                       |
| ---------- | ------------------------- | ------------------------------------------------------------ |
| 中野一丁目 | 1966年（昭和41年）10月1日 | 宮園通一丁目から同三丁目の各一部、城山町                     |
| 中野二丁目 | 1966年（昭和41年）10月1日 | 宮園通三丁目および同四丁目の各一部、千光前町、中野駅前の一部 |
| 中野三丁目 | 1966年（昭和41年）10月1日 | 宮園通四丁目および同五丁目の各一部、中野駅前の一部、桃園町   |
| 中野四丁目 | 1966年（昭和41年）10月1日 | 囲町、新井町の一部、野方町二丁目の一部                       |
| 中野五丁目 | 1966年（昭和41年）10月1日 | 打越町、天神町、昭和通三丁目の一部、新井町の一部             |
| 中野六丁目 | 1966年（昭和41年）10月1日 | 文園町、昭和通二丁目の一部                                   |

## 世帯数と人口
2023年（令和5年）1月1日現在（東京都発表）の世帯数と人口は以下の通りである。
| 丁目       | 世帯数     | 人口     |
| ---------- | ---------- | -------- |
| 中野一丁目 | 3,769世帯  | 6,061人  |
| 中野二丁目 | 1,657世帯  | 2,707人  |
| 中野三丁目 | 3,905世帯  | 5,947人  |
| 中野四丁目 | 1,022世帯  | 1,415人  |
| 中野五丁目 | 4,808世帯  | 6,963人  |
| 中野六丁目 | 2,323世帯  | 3,841人  |
| 計         | 17,484世帯 | 26,934人 |

### 人口の変遷
国勢調査による人口の推移。
| 年                 | 人口   |
| ------------------ | ------ |
| 1995年（平成7年）  | 26,740 |
| 2000年（平成12年） | 25,786 |
| 2005年（平成17年） | 25,076 |
| 2010年（平成22年） | 25,192 |
| 2015年（平成27年） | 27,022 |
| 2020年（令和2年）  | 28,176 |

### 世帯数の変遷
国勢調査による世帯数の推移。
| 年                 | 世帯数 |
| ------------------ | ------ |
| 1995年（平成7年）  | 14,089 |
| 2000年（平成12年） | 14,434 |
| 2005年（平成17年） | 14,444 |
| 2010年（平成22年） | 15,348 |
| 2015年（平成27年） | 17,113 |
| 2020年（令和2年）  | 17,186 |

## 学区
区立小・中学校に通う場合、学区は以下の通りとなる（2024年4月現在）。
| 丁目       | 番・番地等 | 小学校                 | 中学校               |
| ---------- | ---------- | ---------------------- | -------------------- |
| 中野一丁目 | 全域       | 中野区立谷戸小学校     | 中野区立中野東中学校 |
| 中野二丁目 | 全域       | 中野区立桃花小学校     | 中野区立中野中学校   |
| 中野三丁目 | 全域       | 中野区立桃花小学校     | 中野区立中野中学校   |
| 中野四丁目 | 全域       | 中野区立平和の森小学校 | 中野区立中野中学校   |
| 中野五丁目 | 全域       | 中野区立桃園第二小学校 | 中野区立中野中学校   |
| 中野六丁目 | 全域       | 中野区立桃園第二小学校 | 中野区立中野東中学校 |

## 事業所
2021年（令和3年）現在の経済センサス調査による事業所数と従業員数は以下の通りである。
| 丁目       | 事業所数    | 従業員数 |
| ---------- | ----------- | -------- |
| 中野一丁目 | 159事業所   | 1,076人  |
| 中野二丁目 | 273事業所   | 3,791人  |
| 中野三丁目 | 408事業所   | 4,399人  |
| 中野四丁目 | 267事業所   | 18,310人 |
| 中野五丁目 | 1,011事業所 | 8,812人  |
| 中野六丁目 | 85事業所    | 622人    |
| 計         | 2,203事業所 | 37,010人 |

### 事業者数の変遷
経済センサスによる事業所数の推移。
| 年                 | 事業者数 |
| ------------------ | -------- |
| 2016年（平成28年） | 2,194    |
| 2021年（令和3年）  | 2,203    |

### 従業員数の変遷
経済センサスによる従業員数の推移。
| 年                 | 従業員数 |
| ------------------ | -------- |
| 2016年（平成28年） | 37,452   |
| 2021年（令和3年）  | 37,010   |

## 施設

### 一丁目
- サンショー工芸 本社
- 宮園自動車本社
- マルマンストア中野店

### 二丁目
- 三菱UFJ銀行中野駅前支店・中野駅南口支店・中野支店
- りそな銀行中野支店
- 西武信用金庫本店
- 中野郵便局
- 中野区保健所
- もみじ山文化センター（なかのZERO）
- 中野区立中央図書館
- 紅葉山公園
- 中野区立勤労福祉会館
- 島忠中野店
- ノイビル
- 京王バス中野案内所
- 中野電車区
- いのちのことば社
- ジェイコム中野 - 2019年（平成31年）4月1日、株式会社ジェイコム東京に吸収合併され解散[39]。

### 三丁目
- 中野マルイ（旧・丸井中野本店）
- 中野ツインマークタワー
- トムス・エンタテイメント本社
- エイムクリエイツ本社
- ホーアイケミカル本社
- 四谷大塚中野本校
- 中野キャリアスクール本社
- 日本ウェルネス高校中野キャンパス
- ビジネスホテルクレセント
- JUNS本社
- ポケットスクエア
- テレコム・アニメーションフィルム本社

### 四丁目
- 中野区役所
- 中野四季の都市 - 再開発地区。施設内には中野セントラルパークビルのほか、早稲田大学、明治大学、帝京平成大学の各キャンパスなどが建つ。
  - キリンホールディングス本社
    - キリン本社
    - 麒麟麦酒本社
    - キリンビバレッジ本社
    - メルシャン本社
    - キリングループロジスティクス本社

  - 小岩井乳業本社
  - 栗田工業本社
  - 東映アニメーション本社
  - 日本無線本社
  - 南日本運輸倉庫本社
  - 東京警察病院
  - 中野の四季の森公園
- NTTドコモ 中野ビル
- 警視庁野方警察署
- 中野税務署
- 中野都税事務所
- 中野駅前駐輪場
- 中野サンクォーレタワー - 中野駅北口にある高層マンション。地下にイトーヨーカドー、あおい書店中野本店などが入っている。丸井本社ビルに隣接している。
- 丸井・丸井グループ本社
- エポスカード本社
- オフィスカレント
- 東京リーガルマインド本社
- 関東バス中野駅案内所

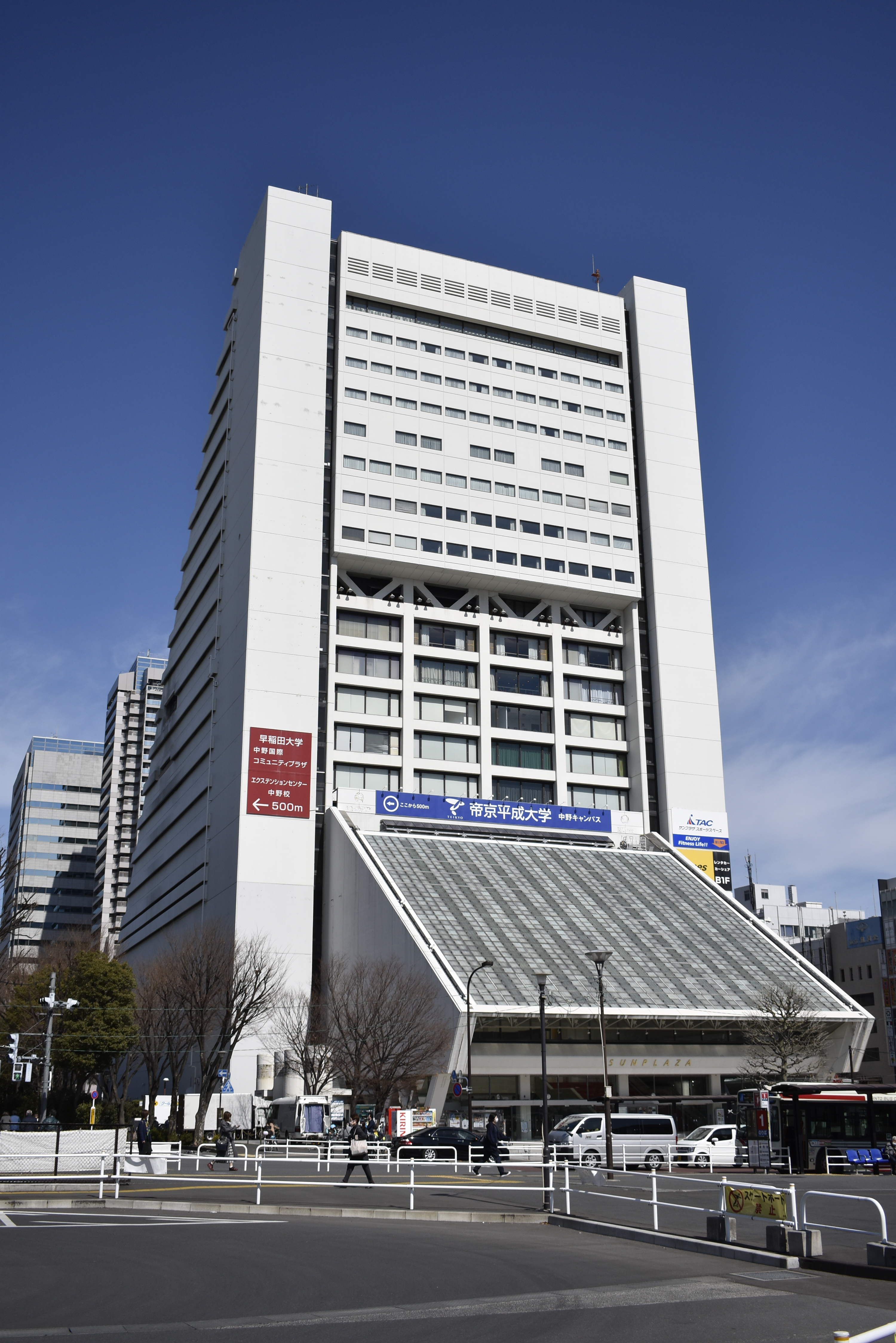
中野サンプラザ
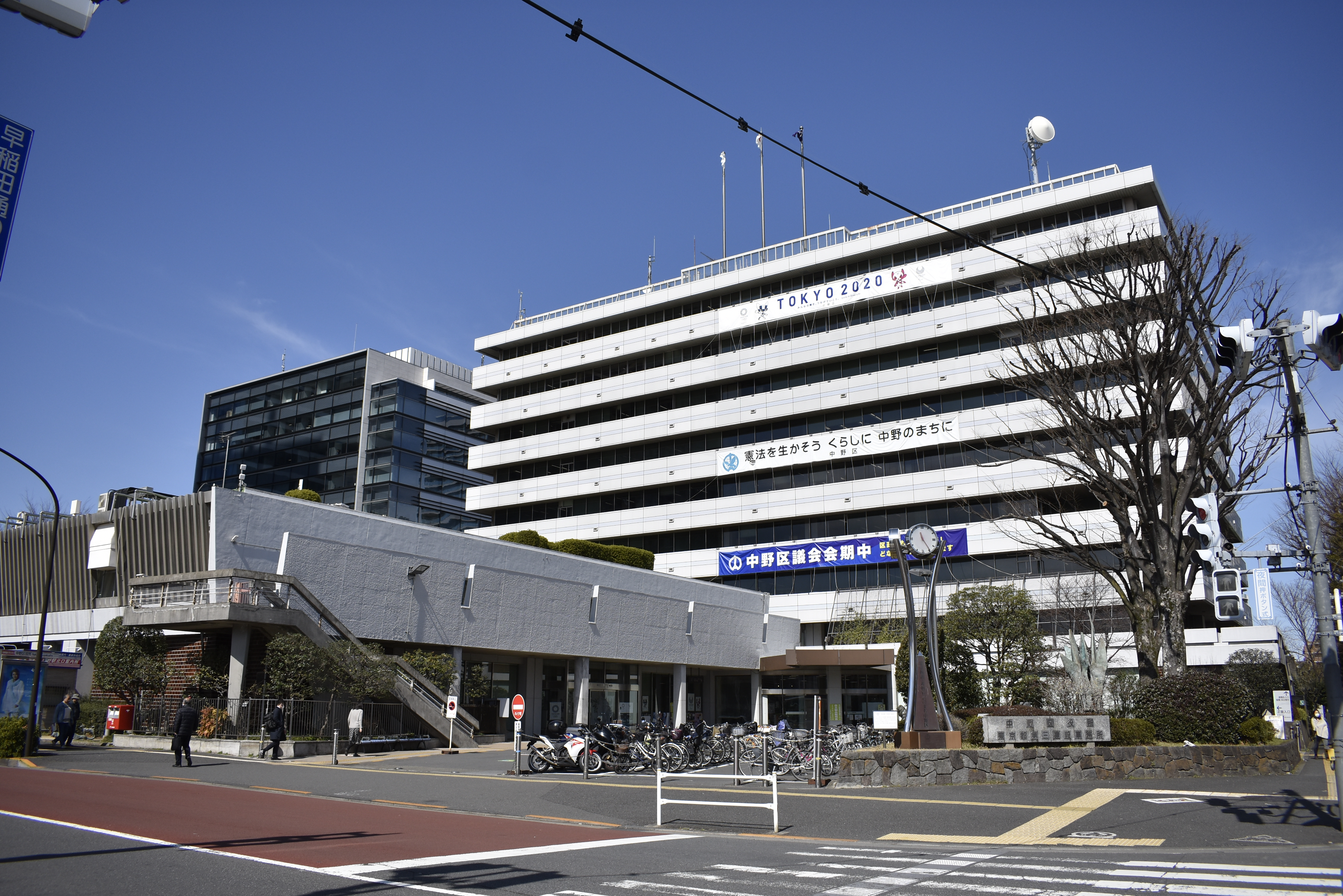
中野区役所
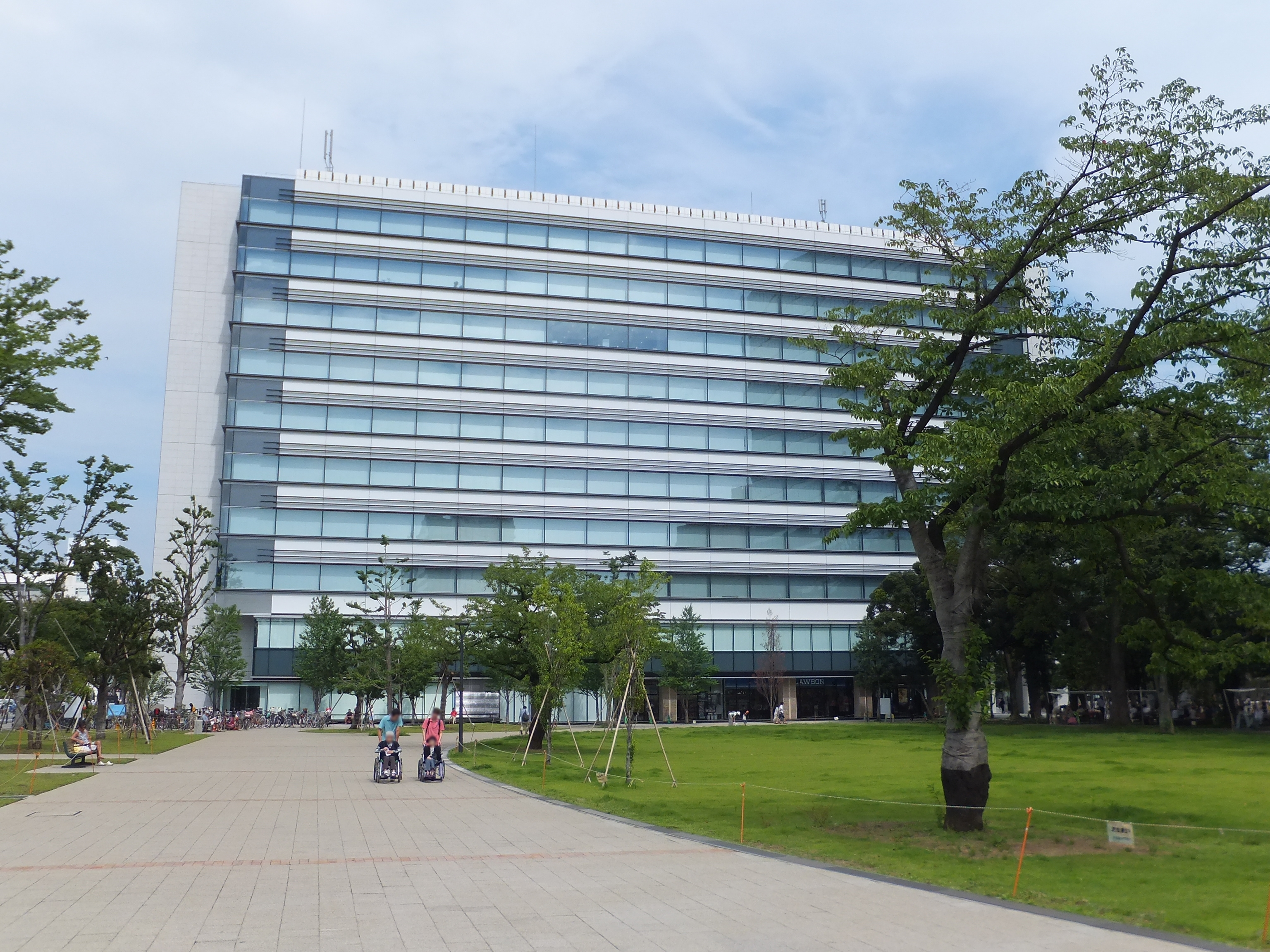
中野セントラルパーク東棟(中野四季の都市内)
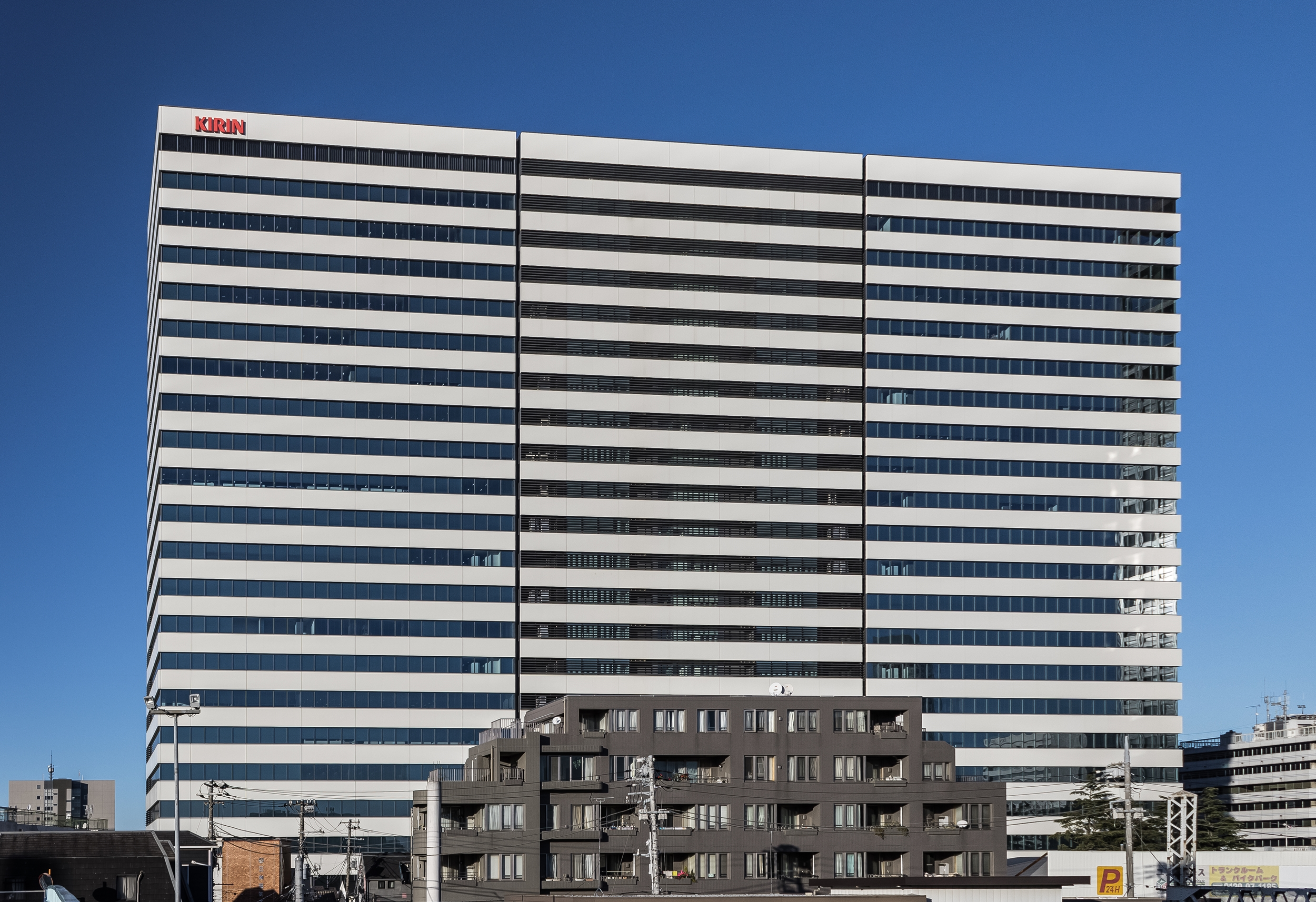
中野セントラルパーク南棟(中野四季の都市内)
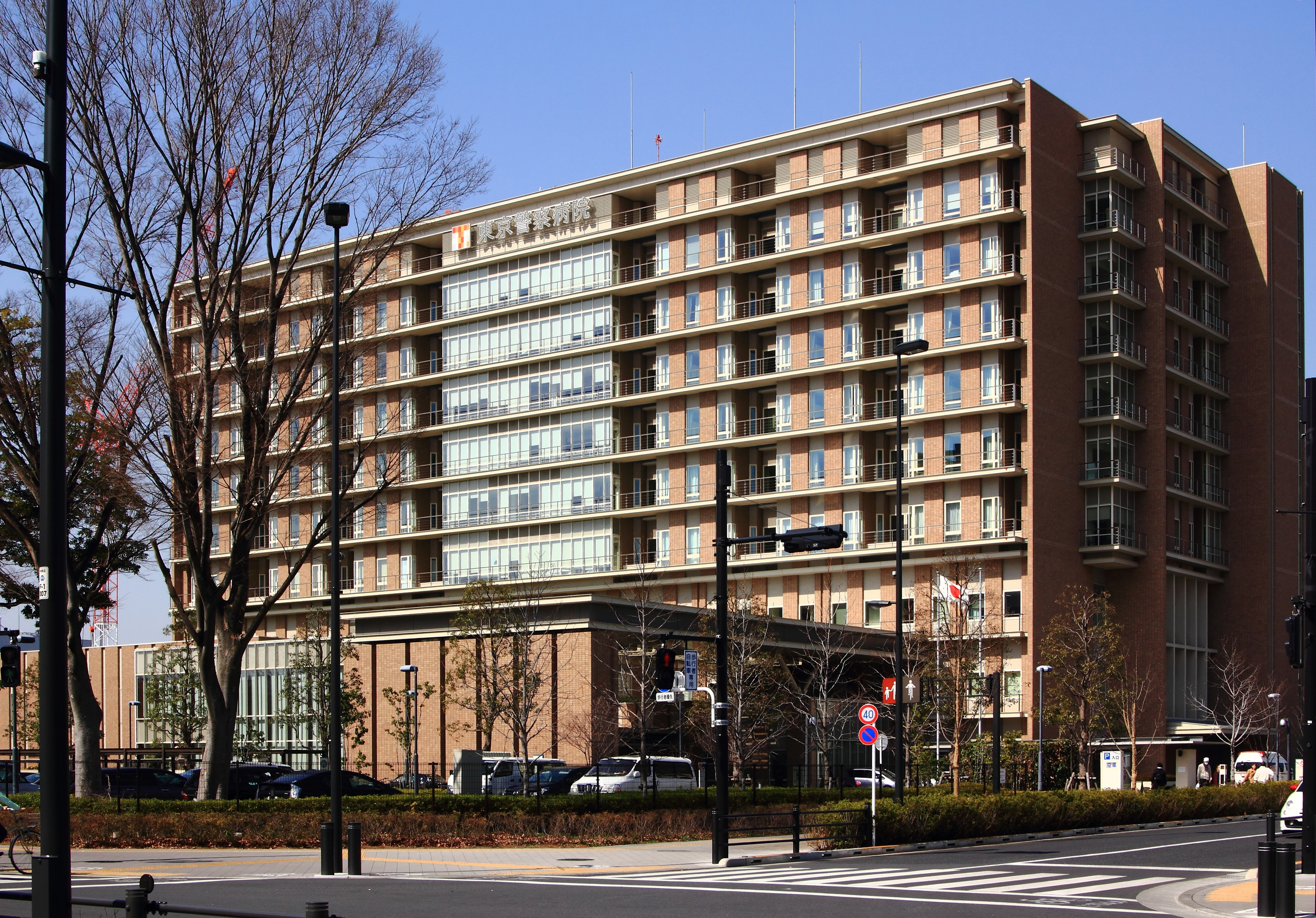
東京警察病院(中野四季の都市内)
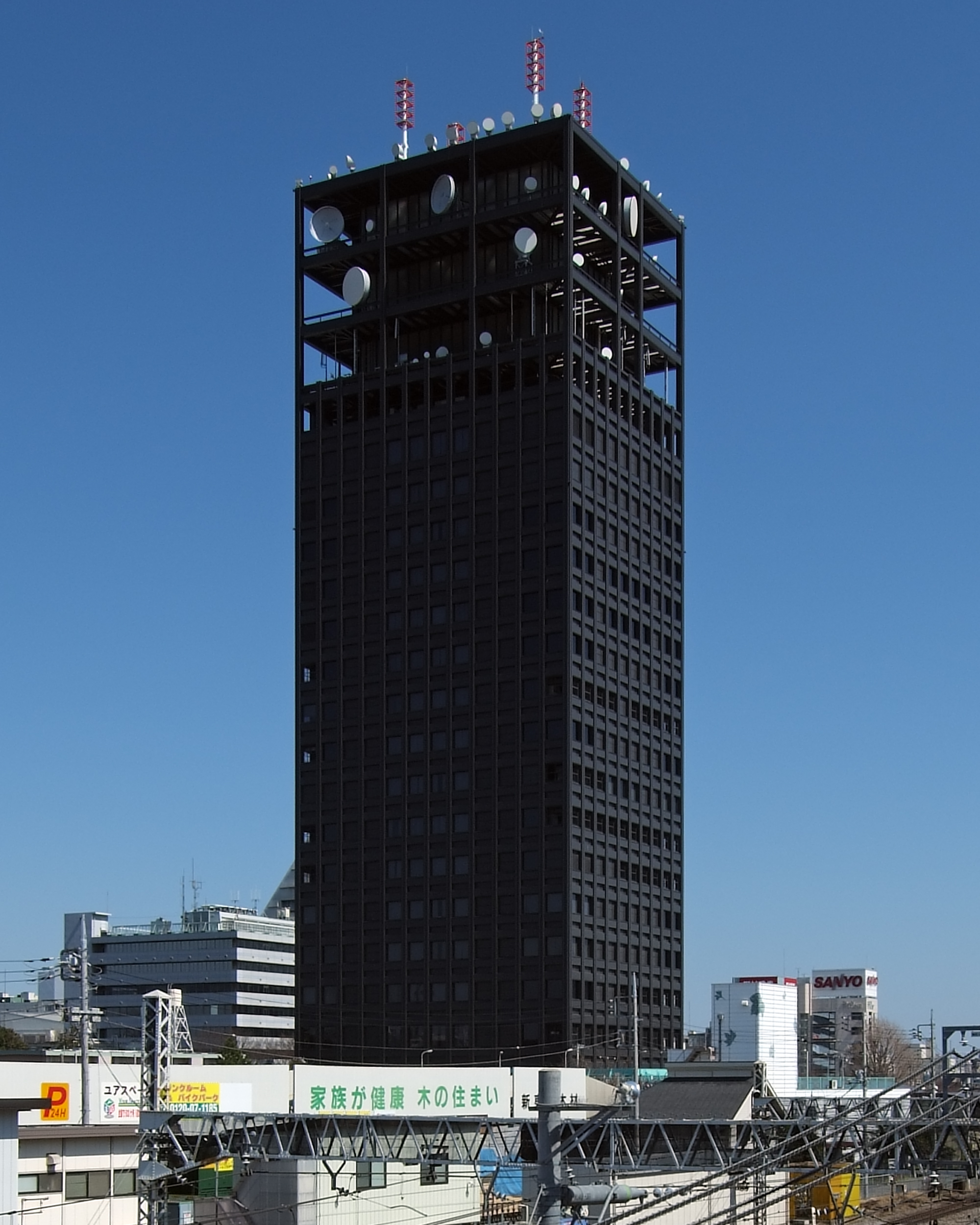
NTTドコモ 中野ビル

### 五丁目
駅に近い西側は繁華街、東側は住宅街になっている。
- 中野ブロードウェイ
  - まんだらけ本社
- 三井住友銀行中野支店
- 中野サンモール商店街
- 中華そば青葉
- 宇宙技術開発株式会社本社
- 株式会社エスシーシー本社
- 電子開発学園本部
- H&T PLANNING本社
- ケアプロ本社
- フジヤカメラ本社
- スマイルなかの
- 西友中野店
- ライフ中野駅前店
- 中野共立病院
- 学校法人織田学園
  - 織田ファッション専門学校
  - 織田きもの専門学校
  - 織田調理師専門学校
  - 織田栄養専門学校
  - 織田製菓専門学校

### 六丁目
主に住宅地となっている。
- 東京工科自動車大学校
- 河合製薬・河合薬業本社
- まいばすけっと中野6丁目店
- ココス中野店

## 交通

### 鉄道
町内の鉄道駅は中野駅のみであるが、東部では東中野駅・中野坂上駅・落合駅、北部では新井薬師前駅、南部では新中野駅も利用可能である。
- 中央線（快速）（JR東日本）（中野駅）
- 中央・総武線（各駅停車）（JR東日本）（中野駅）
- 東西線（東京メトロ）（中野駅）

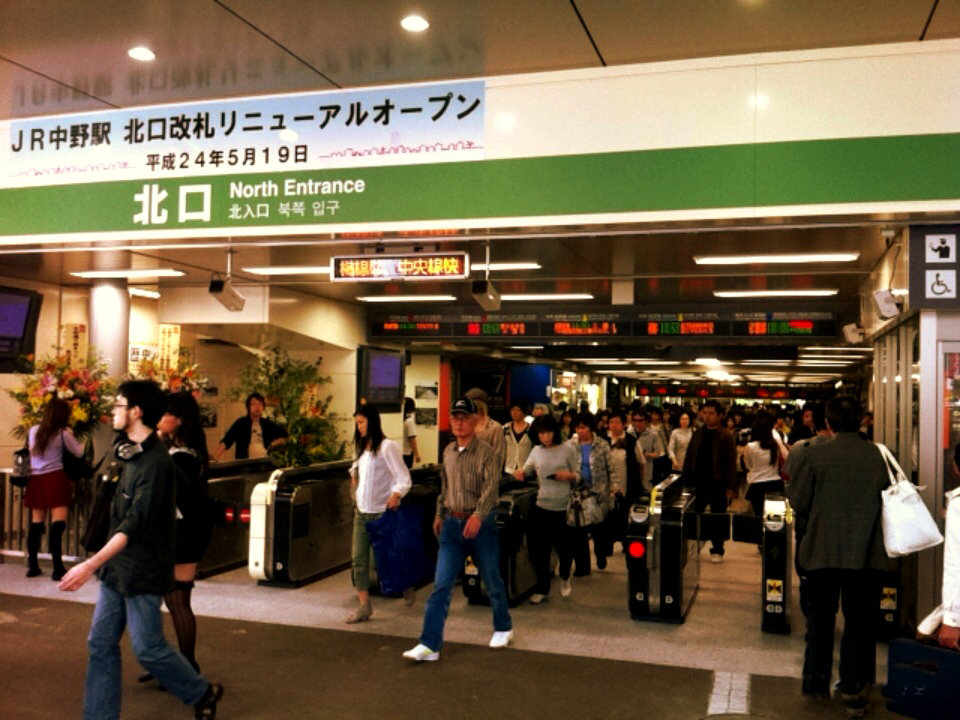
中野駅の改札の混雑
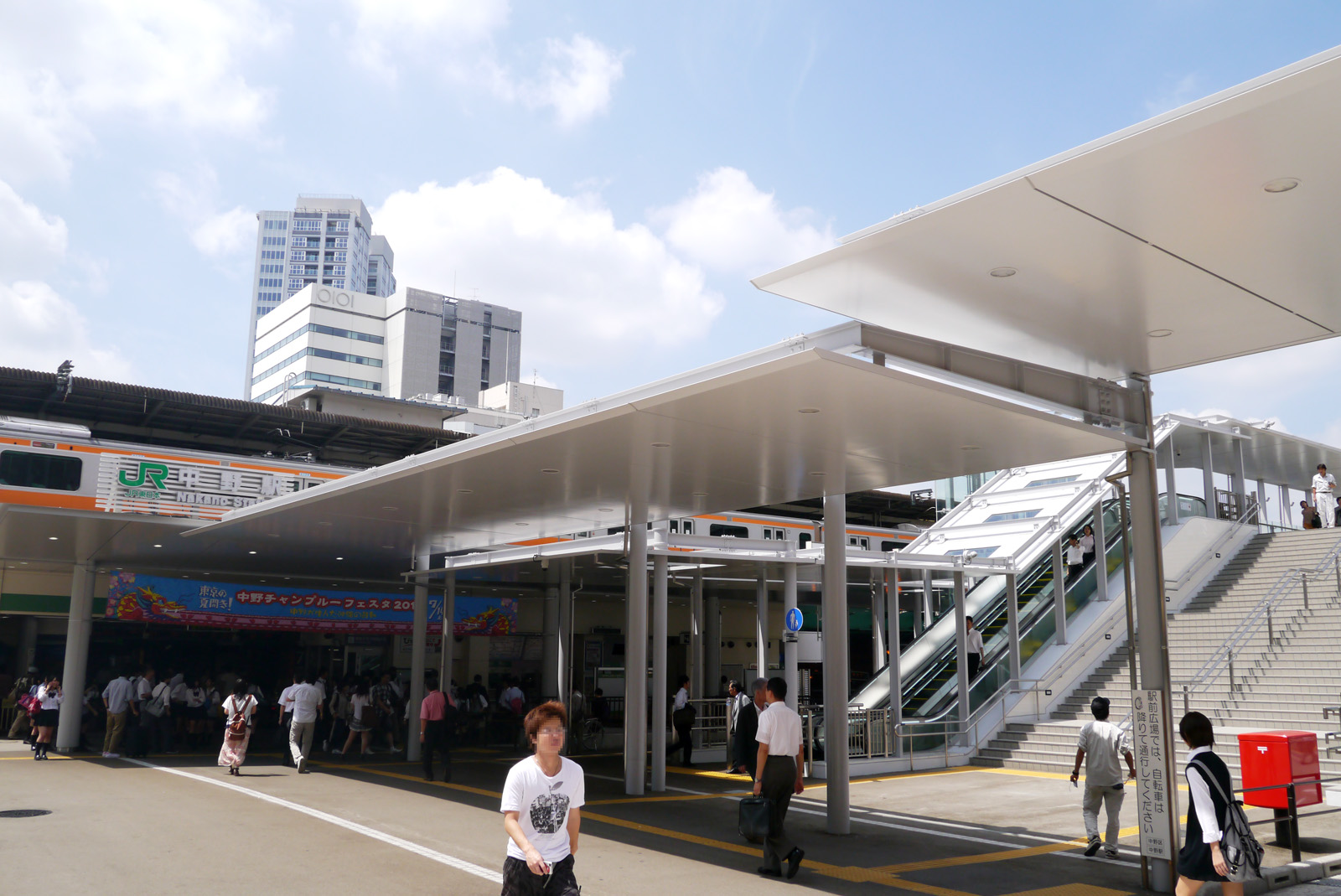
中野駅北口

### 道路

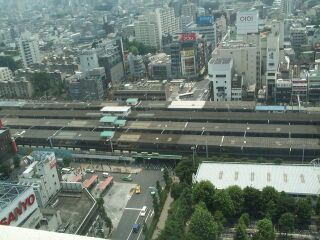
中野サンプラザ20階から見た中野駅と中野通り

- 中野通り - 中野駅前を通り、町域を南北に縦貫する。バスターミナルがあり、沿道には商業施設が集積していることから交通量も多い。
- 早稲田通り（東京都道25号飯田橋石神井新座線） - 町域の北部を東西に横断する。沿道は住宅地と商業地が混在している。
- 大久保通り（東京都道433号神楽坂高円寺線） - 町域の南部を東西に横断する。沿道には主に中高層住宅地が広がっている。
- 桃園通り
- もみじ山通り
- 千光前通り

### バス

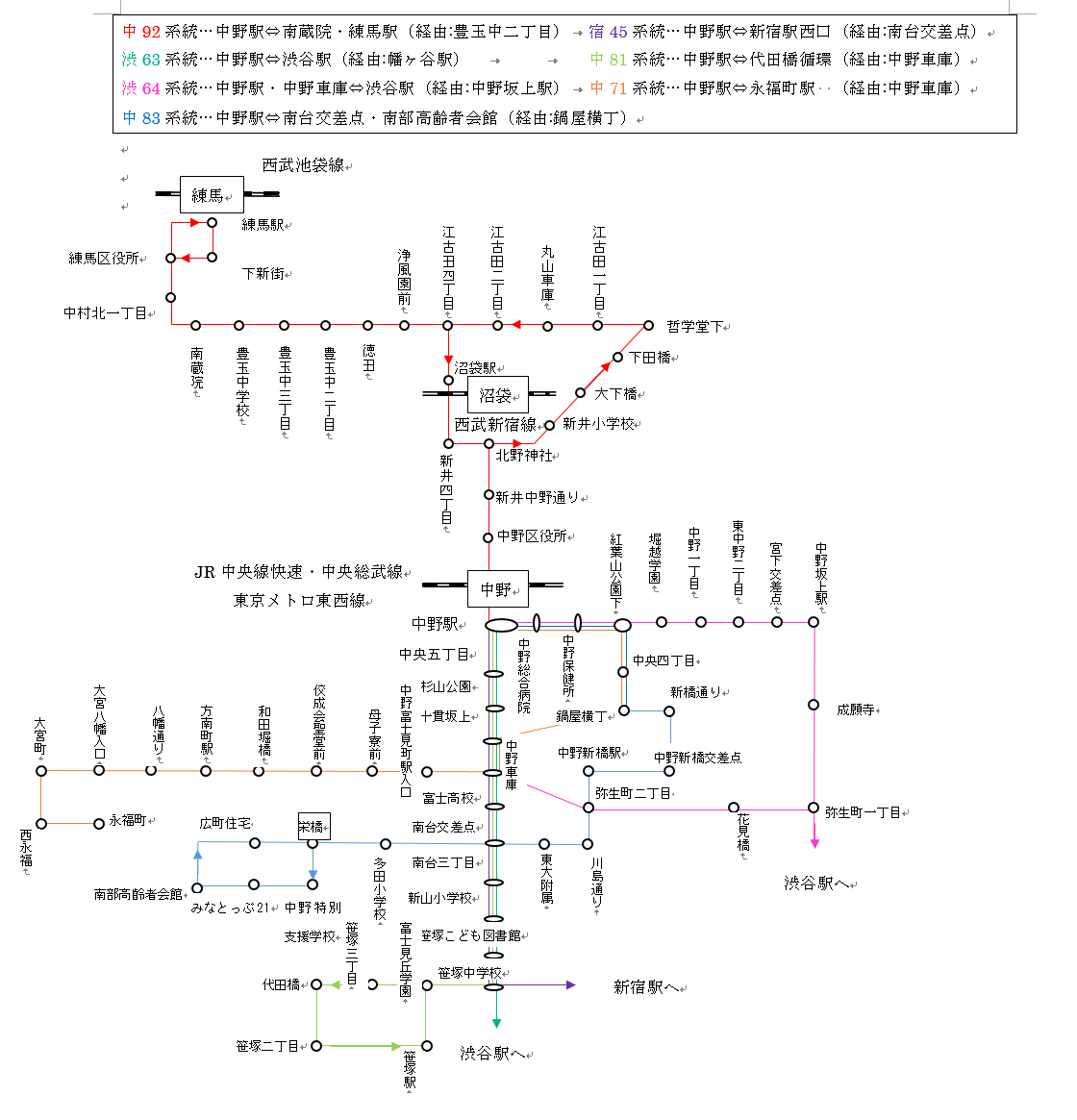
中野駅周辺の京王バス路線図
（2014年現在）

駅北口（ガード下・サンプラザ前）・南口双方に大規模なバスターミナルと、北口に関東バス案内所、南口に京王バス案内所がある。中野駅から区内各所・新宿・池袋・渋谷や近隣区を結ぶ一般路線バスのほか、銀座や羽田空港と結ぶ中距離路線、長距離高速バスが乗り入れる。
- 主に駅北側を関東バスと国際興業バス、南側を京王バスが管轄する。
- その他、東京空港交通の空港連絡バス、高速バス（両備バス・豊鉄バス）が乗り入れる。

## 中野を舞台とした作品

### 小説
- 風に吹かれて - 五木寛之の随筆。中野北口美観商店街（現・中野サンモール）の描写が見られる。
- 煤煙 - 明治時代の中野駅近辺の描写が見られる。
- ヴィヨンの妻 - 太宰治の小説。中野駅が作中に登場。

### 映画・ドラマ・特撮
- 陸軍中野学校（映画） - 当地に実在した陸軍中野学校が舞台。
- 愛と死をみつめて
- 仁義の墓場 - 作中の「山東会」の本拠地。
- 仮面ライダー電王
- 同窓生〜人は、三度、恋をする〜 - ロケ地となった。
- 中野ブロンディーズ - 中野ブロードウェイが舞台。
- 相棒 - 作中に東京警察病院や中野の四季の森公園が登場。

### 漫画・ライトノベル・アニメ
- らき☆すた - 中野ブロードウェイが登場。
- Fate/Zero - 中野四季の都市や中野駅の描写がある。
- 花咲くいろは - 中野駅やH.I.S中野営業所の描写がある。
- ヒカルの碁 - モデルとなった碁会所や公園が所在。
- さくら荘のペットな彼女 - 中野サンプラザが登場。
- ルパン三世 GREEN vs RED
- UG☆アルティメットガール
- はたらく魔王さま! - 作中に東京警察病院が登場。
- Candy☆Boy - 中野駅の描写がある。
- 東京ESP - 作中に東京警察病院が登場。
- Aチャンネル - 作中に商店街やアダルトショップが登場。
- サムライフラメンコ - 中野サンプラザが登場。
- アウトブレイク・カンパニー 萌える侵略者
- RDG レッドデータガール
- りびんぐゲーム
- 妖狐×僕SS - 中野ツインマークタワーが登場。
- 戦国コレクション - 中央線のガード下の光景や、南口千光前通りの守護神像の描写がある。
- 名探偵コナン 純黒の悪夢 - 作中に東京警察病院が登場。

## ゆかりのある人物

### 政治家・学者・文化人・軍人
- 乃木希典 - 現在の中野ブロードウェイの敷地の一部は、乃木希典が自分の死後に妻生活に困らないように買っていた土地だったが、その後親族の手に渡った。親族はこの地が経済活動に利用され、乃木の痕跡が消されることを懸念し、当初はブロードウェイ建設に反対した。
- 東畑精一
- 松岡象一郎
- 青島幸男 - 中野ブロードウェイに居住していた。
- 渡辺浩弐 - 作家。中野ブロードウェイに居住していた。

### 芸能
- 中川翔子 - 中野ブロードウェイ内に自身がプロデュースする「mmts」を開店。
- 野村義男
- 沢田研二 - 中野ブロードウェイに居住していた。